# Магазин беспошлинной торговли

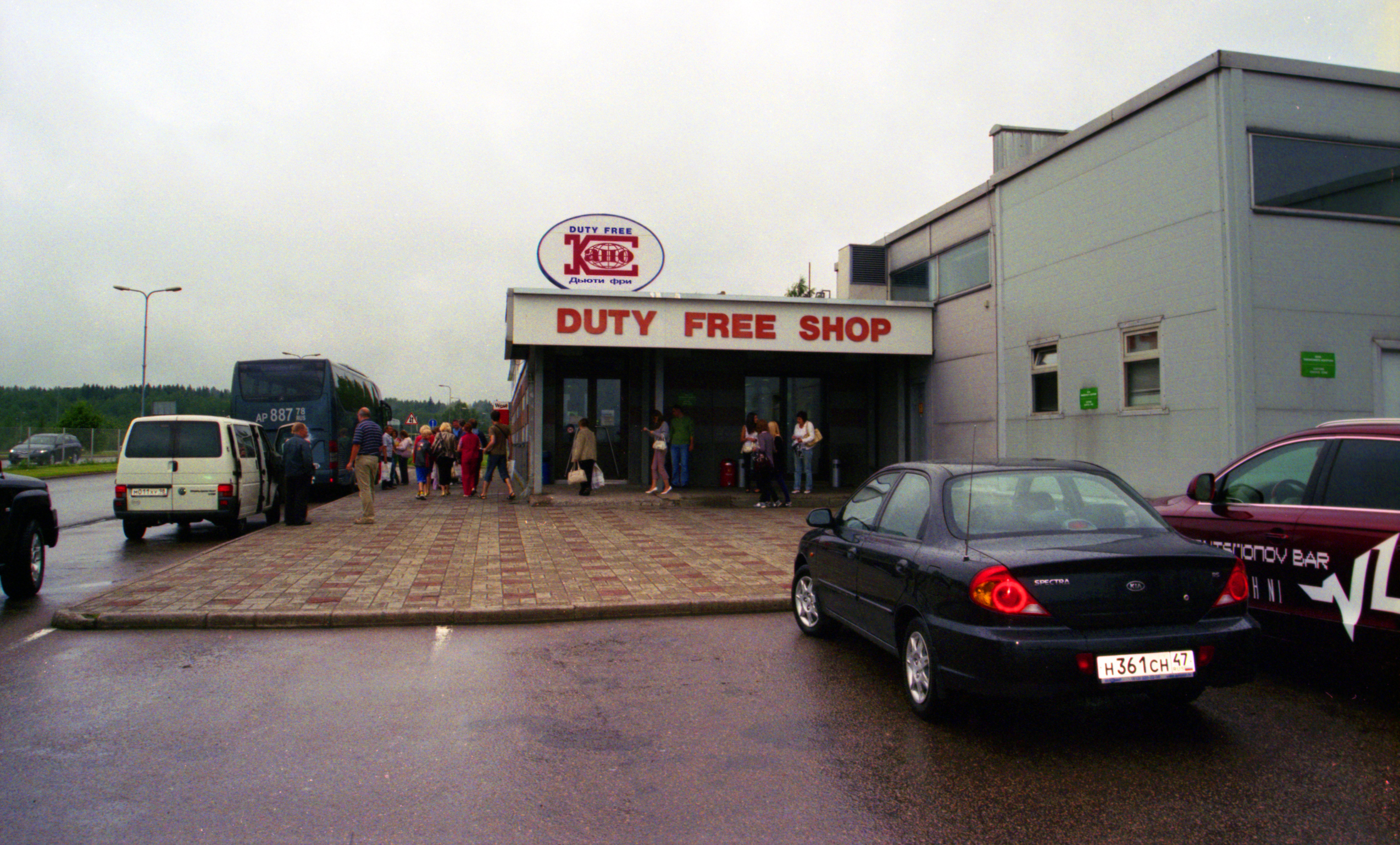
МАПП Торфяновка на российско-финляндской границе

Магазин беспошлинной торговли (англ. duty-free shop, «дьюти-фри шоп») — магазины, продающие товары по цене, не включающей некоторые виды акцизов, пошлин, а также НДС при условии, что эти товары будут вывезены из страны. Располагаются преимущественно в пунктах пропуска через государственную границу (в том числе в портах, аэропортах, вокзалах). Типичный ассортимент — спиртные напитки, табачные изделия, парфюмерия, реже — бижутерия, ювелирные изделия, мобильные телефоны, часы, кондитерские изделия. Специально для магазинов беспошлинной торговли алкоголь выпускается в литровых бутылках, в то время как в обычных магазинах используются бутылки объёмом 0,7 литра.
Оборот беспошлинной торговли в 2023 году составил 42,65 млрд долларов, из них 51 % пришёлся на Азиатско-Тихоокеанский регион. Наиболее продаваемой категорией товаров была парфюмерия (24 % оборота), далее следовали косметика, алкоголь и табачные изделия.

## Крупнейшие сети магазинов

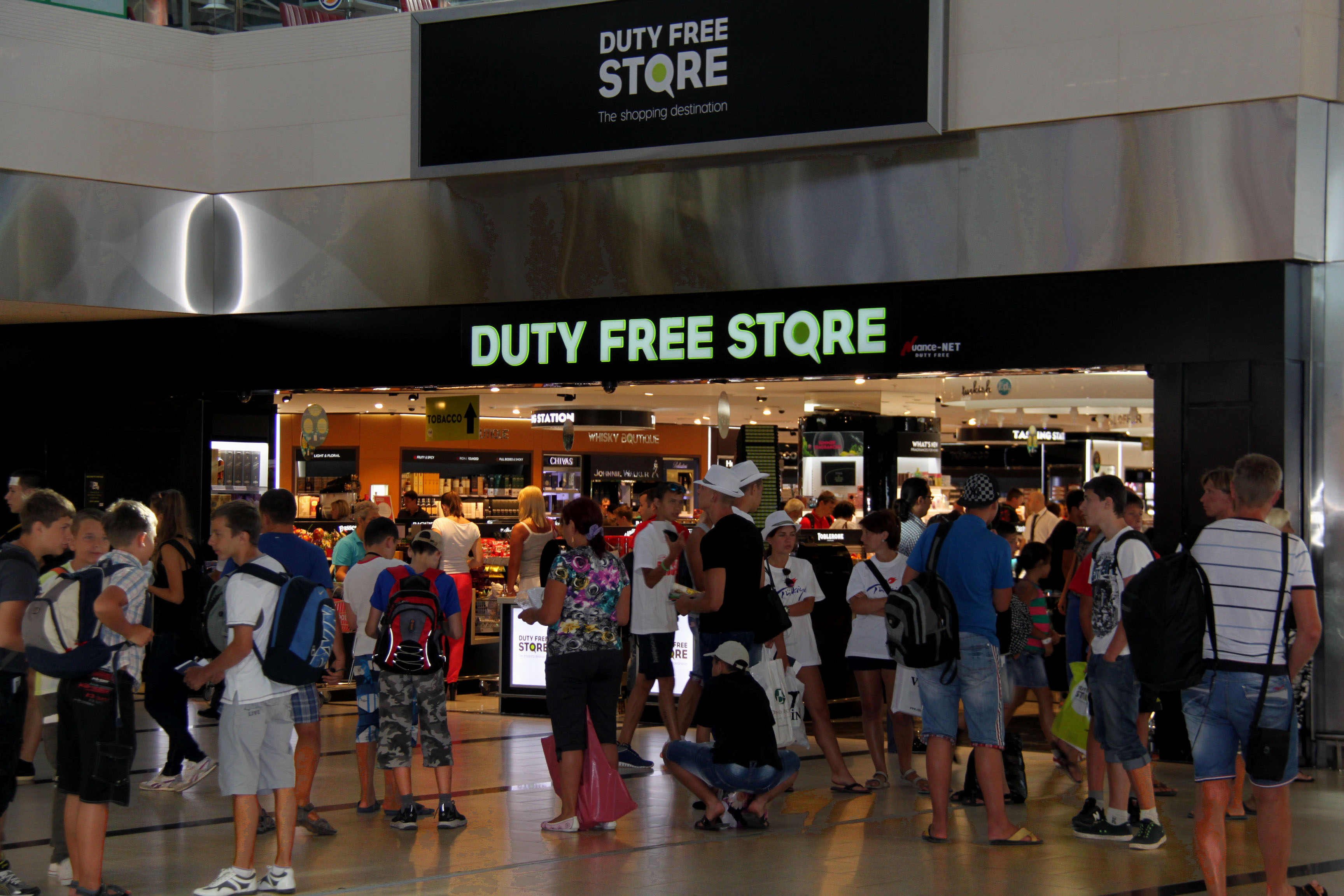
Магазин беспошлинной торговли в аэропорту Антальи

Первый в мире магазин беспошлинной торговли был открыт Бренданом О’Реганом в аэропорту Шаннона в Ирландии в 1947 году и работает до сих пор. Он был создан для обслуживания пассажиров авиарейсов между Европой и Северной Америкой, самолёты которых останавливались для дозаправки. Он сразу стал популярен, и аналогичные магазины появились по всему миру.
По состоянию на 2022 год крупнейшими сетями беспошлинной торговли по размеру выручки были:
- China Duty Free Group (CTG Duty Free) — дочерняя компания «Китайской туристической группы», 7,36 млрд долларов;
- Dufry — швейцарская группа, 6,99 млрд долларов;
- Lotte Duty Free[англ.] — входит в южнокорейский конгломерат Lotte; 4,36 млрд долларов;
- Lagardère Travel Retail — французская издательская и розничная группа, 4,26 млрд долларов;
- The Shilla Duty Free — подразделение южнокорейского оператора беспошлинных магазинов и отелей Hotel Shilla[англ.], 3,86 млрд долларов;
- DFS Group — гонконгская компания, дочерняя структура французского холдинга LVMH, 3,45 млрд долларов;
- Gebr. Heinemann[англ.] — немецкая компания, 3,04 млрд долларов;
- Shinsegae Duty Free — подразделение южнокорейской розничной группы Shinsegae, 2,70 млрд долларов;
- Hyundai Duty Free — входит в южнокорейский конгломерат Hyundai Group, 2,01 млрд долларов;
- Duty Free Americas — американская часть сети World Duty Free, выкупленная братьями Саймоном, Джеромом и Леоном Фаликами[3], 1,75 млрд долларов;
- Dubai Duty Free[англ.]* — ведёт торговлю в Международном аэропорту Дубай (26 000 м²) и Международном аэропорту Аль Мактум (2500 м²)[4], 1,63 млрд долларов;
- Aer Rianta International[англ.] — ирландский оператор аэропортов и розничной торговли, 1,10 млрд долларов;
- WHSmith Travel — британский оператор оптовой и розничной торговли[5], 1,05 млрд долларов;
- King Power[англ.] — крупнейший оператор беспошлинной торговли Таиланда, ему принадлежит крупный торговый центр в Бангкоке[6], 0,88 млрд долларов;
- Qatar Duty Free — оператор розничной торговли в аэропорту Хамад, 0,80 млрд долларов.

### Первая десятка крупнейших беспошлинных торговых центров
Крупнейшими беспошлинными торговыми центрами по состоянию на 2012 год были:
1. Dubai International Airport, Дубай, ОАЭ
2. Incheon International Airport, Сеул/Инчхон, Южная Корея
3. London Heathrow Airport, Лондон, Великобритания
4. Singapore Changi Airport, Сингапур
5. Hong Kong International Airport, Гонконг, КНР
6. Paris-Charles de Gaulle Airport, Париж, Франция
7. Frankfurt am Main Airport, Франкфурт-на-Майне, ФРГ
8. Tallink/Silja Terminal (паромный порт), Финляндия
9. Suvarnabhumi Airport, Бангкок, Таиланд
10. Amsterdam Airport Schiphol, Амстердам, Нидерланды

## Соображения безопасности
Пассажиры длинных рейсов с хотя бы одной остановкой между аэропортами отправления и назначения должны быть осторожны при покупке «беспошлинных» алкоголя и парфюмерии в последнем транзитном пункте, иначе их может конфисковать охрана, если пассажиры превысят текущий предел жидкостей, провозимых в ручной клади. Это не распространяется на пассажиров, перемещающихся в пределах ЕС в течение одного дня (когда жидкость была упакована в прозрачный пластиковый пакет с чеком, предъявляемым для проверки). Алкогольные напитки и иные жидкости объёмом свыше 100 мл, конфискованные на пункте досмотра, возможно переслать из аэропорта, для чего требуется заполнить специальную форму и оплатить пошлину за пересылку.

## Беспошлинная торговля по прилёте
Некоторые страны, особенно Австралия и Новая Зеландия, позволяют прибывающим пассажирам покупать товары, не облагаемые акцизами, непосредственно перед прохождением границы. Это не только избавляет от неудобства возить эти продукты с собой, но также решает проблемы безопасности, описанные выше.

## Магазины беспошлинной торговли в России и СССР
Первые магазины беспошлинной торговли появились в московском аэропорту Шереметьево в 1988 году, это была компания Moscow Duty Free. Второй крупный игрок, Regstaer-M, открыл первый магазин в 1998 году.

В 2022 г. магазины беспошлинной торговли запросили помощь государства, так как из-за резкого падения международного пассажиропотока оказались в критическом положении. Количество таких магазинов в РФ сократилось на 32 % (в аэропортах — на 40 %).